# Escala de distâncias cósmicas

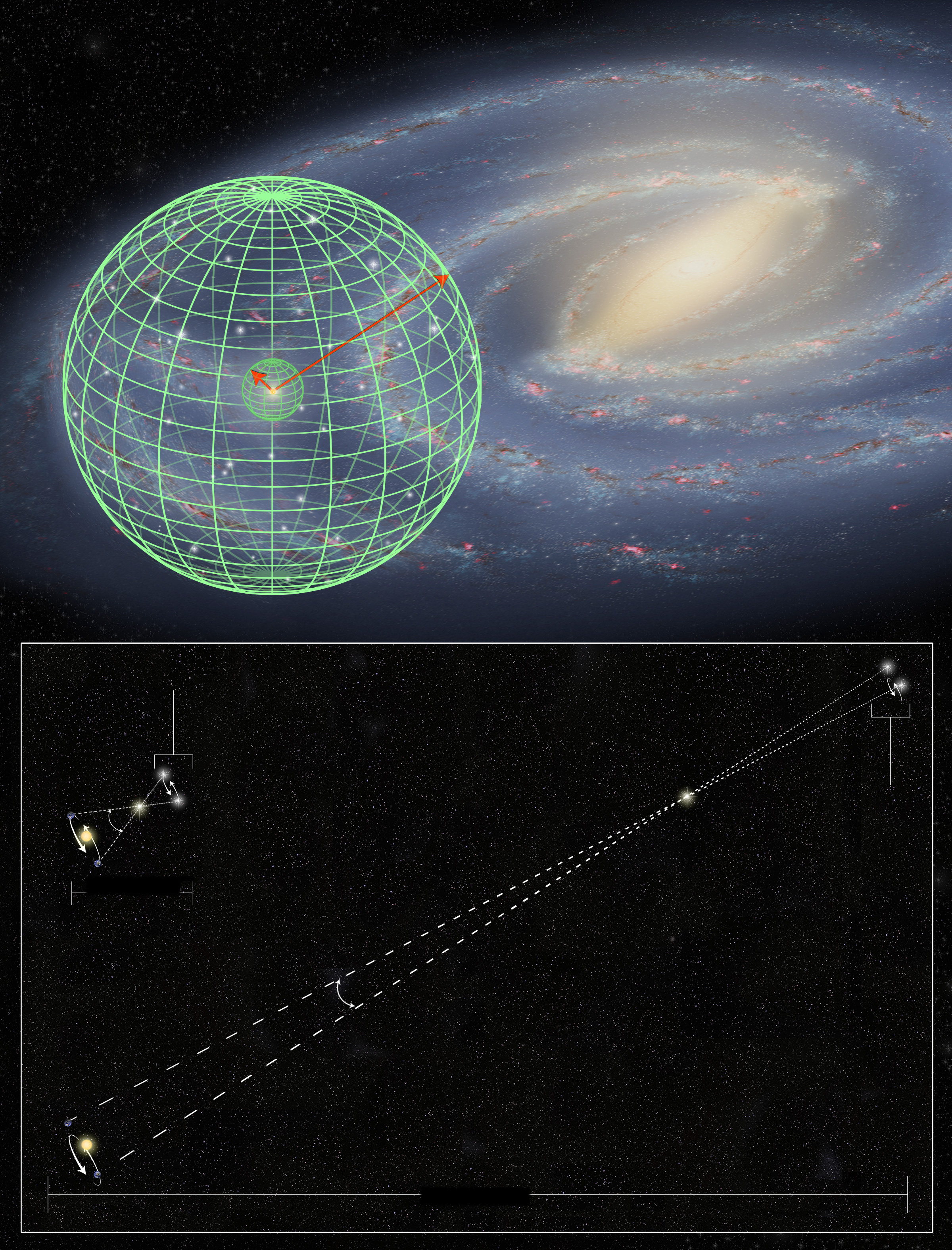
A medida de distância estelar de precisão do Hubble foi estendida 10 vezes mais para a Via Láctea.

Escala de distâncias cósmicas (também conhecida como escala de distância extragaláctica) é a sucessão de métodos pelos quais os astrônomos determinam as distâncias para os objetos celestes. Uma medida direta da distância direta de um objeto astronômico é possível somente para aqueles objetos que são "bastante próximos" (dentro de aproximadamente mil parsecs) à Terra. As técnicas para determinar distâncias de objetos mais distantes são todas baseadas em várias correlações medidas entre métodos que trabalham em distâncias próximas e métodos que trabalham em distâncias maiores. Vários métodos contam com uma "vela padrão", que é um objeto astronômico que tem uma luminosidade conhecida.
A analogia da escala surge porque nenhuma técnica única pode medir distâncias em todas as faixas encontradas na astronomia. Em vez disso, um método pode ser usado para medir distâncias próximas, um segundo pode ser usado para medir distâncias próximas a intermediárias e assim por diante. Cada degrau da escala fornece informações que podem ser usadas para determinar as distâncias no próximo degrau mais alto.